# Kalevi
Kalevi ist ein finnischer männlicher Vorname.

## Bedeutung
Kalevi ist ein Name aus der finnischen Mythologie (vgl. Kalevala).
Zur Etymologie gibt es zwei Theorien: vom litauischen kálvis: „Schmied“, oder vom estnischen kalev: „rotes Tuch“.

## Varianten
Eine finnische Variante des Vornamens ist Kaleva, eine estnische Kalev.

## Namenstag
- Finnland: 10. September

## Bekannte Namensträger
- Kalevi Aho (* 1949), finnischer Komponist
- Kalevi Hämäläinen (1932–2005), finnischer Skilangläufer
- Kalevi Huuskonen (1932–1999), finnischer Biathlet
- Kalevi Holsti (* 1935), kanadischer Politikwissenschaftler
- Kalevi Kärkinen (1934–2004), finnischer Skispringer
- Kalevi Kiviniemi (1958–2024), finnischer Konzertorganist und Komponist
- Kalevi Kivistö (* 1941), finnischer Politiker
- Kalevi Kotkas (1913–1983), finnischer Leichtathlet
- Kalevi Laitinen (1918–1997), finnischer Turner
- Kalevi Oikarainen (1936–2020), finnischer Skilangläufer
- Kalevi Olin (1945–2023), finnischer Sportwissenschaftler, Parlamentarier und Sportfunktionär
- Kalevi Sorsa (1930–2004), finnischer Politiker